# Rylsk
Rylsk (Рыльск) es una ciudad rusa, centro administrativo del raión homónimo en la óblast de Kursk. Se encuentra en la orilla derecha del río Seim, en la cuenca hidrográfica del Dniéper, a 124 km al sudoeste de Kursk.
En 2024, la ciudad tenía una población de 14 843 habitantes. En su territorio no hay pedanías.

## Historia
Rylsk es mencionada por primera vez en 1152 como una localidad importante del principado de Nóvgorod-Síverski. El nombre deriva de la raíz ryt de la palabra eslava para "cavar". Rylo o Ryla es además el nombre de un río vecino. Rylo significa igualmente  "hocico" (de cerdo), como se puede ver en el escudo de la ciudad, del siglo XIX. La Iglesia ortodoxa rusa asocia el nombre del lugar con san Juan de Rila (o Iván Rylski, según la ortografía rusa), que es el santo patrón de la ciudad, y que vivió en Bulgaria. Monjes búlgaros se establecieron aquí con reliquias del santo y construyeron un monasterio del que la ciudad y el río tomarían el nombre.
A principios del siglo XIII, Rylsk es el centro de un principado autónomo.
A mediados del siglo XIV, el Gran Ducado de Lituania se apodera de la ciudad. En 1454, el rey de Polonia Casimiro IV Jagellón da la ciudad como feudo a un príncipe ruso refugiado, Iván Shemiaka (el hijo de Dmitri Shemiaka). En 1522, su hijo Vasili cede la ciudad a Moscovia. Desde el siglo XVI a comienzos del XVIII, la ciudad se encarga de defender la frontera sur del Imperio ruso. Es por tanto una ciudad mercantil, punto de partida para el comercio en dirección a Rusia Menor. En 1779, Rylsk recibe el estatus de ciudad por orden de Catalina II y se convierte en centro administrativo de un uyezd.
Durante la Segunda Guerra Mundial, Rylsk es ocupada por la Wehrmacht el 5 de octubre de 1941. Sería liberada por el Frente central del Ejército rojo el 31 de agosto de 1943.

## Demografía
| 1897   | 1926   | 1939   | 1959   | 1970   | 1979   | 1989   | 2002   | 2008   |
| ------ | ------ | ------ | ------ | ------ | ------ | ------ | ------ | ------ |
| 11 400 | 10 700 | 12 400 | 12 700 | 16 400 | 18 300 | 19 500 | 17 603 | 17 007 |

## Cultura y lugares de interés
- Iglesia de la Intercesión (1822)
- Iglesia de la Asunción (1811)
- Iglesia de la Anunciación (1866)
- Monasterio de San Nicolás, con tres iglesias del siglo XVIII (en las afueras de la ciudad)
- Museo de la ciudad (1919) que reagrupa las colecciones nacionalizadas tras la revolución
- Casa Shélijov
- Casas de la familia Shchemiaka

## Economía y transporte
En Rylsk hay empresas dedicadas a la industria ligera y la alimentaria así como a la de la construcción.
La ciudad es terminal de un ferrocarril de 24 km que la une con la línea Kiev-Kursk por Koreniovo. Este ferrocarril fue abierto en 1889 como un ferrocarril de vía estrecha (ancho de vía de 1000 mm) que se dirigía a Sudzha. Este ferrocarril se cerró entre 1924 y 1928, y entre 1957 y 1958 se adaptó al ancho de vía ruso el tramo a Rylsk.
Por Rylsk pasa la carretera R199 Kursk-Lgov-frontera ucraniana-Hlújiv.

## Personalidades
- Grigori Shélijov (1747-1795), explorador ruso.

## Ciudades hermanadas
- Hlújiv - Ucrania
- Moscú - Rusia
- Shélejov - Rusia
- Rila - Bulgaria